# Beaver Meadows
Beaver Meadows est un borough situé au nord-ouest du comté de Carbon, sur la rive cours d'eau Beaver Creek (en), en Pennsylvanie, aux États-Unis,. En 2010, il comptait une population de 869 habitants. Il est incorporé en 1897.

## Démographie
Lors du recensement de 2010, le borough comptait une population de 869 habitants. Elle est estimée, en 2018, à 841 habitants.

### Source de la traduction
- (en) Cet article est partiellement ou en totalité issu de l’article de Wikipédia en anglais intitulé « Beaver Meadows, Pennsylvania » (voir la liste des auteurs).